# Earle K. Bergey
Earle K. Bergey (26 de agosto de 1901 – 30 de septiembre de 1952) fue un artista e ilustrador estadounidense que pintó portadas para miles de revistas de ficción pulp y libros de bolsillo. Uno de los más prolíficos artistas de ficción pulp del siglo XX, Bergey es reconocido por crear la icónica cubierta de la reedición de Los caballeros las prefieren rubias para Popular Books en 1948, en la cumbre de su carrera.
Bergey nació en Filadelfia, Pensilvania de A. Frank y Ella Kulp Bergey. Asistió a la Academia de Pensilvania de Bellas artes de 1921 a 1926, terminando los estudios formales en la Academia en la primavera de 1926. Inicialmente trabajó en los departamentos de arte de numerosos diarios de Filadelfia incluyendo el Public Ledger, y  dibujó la historieta Deb Days en 1927. A lo largo de  su carrera, Bergey contribuyó con muchas cubiertas a las revistas pulp de la editorial Fiction House. A mediados de los años 1930, Bergey hizo una casa y estudio en Bucks County, Pensilvania, y se casó en 1935.

## Revistas pulp

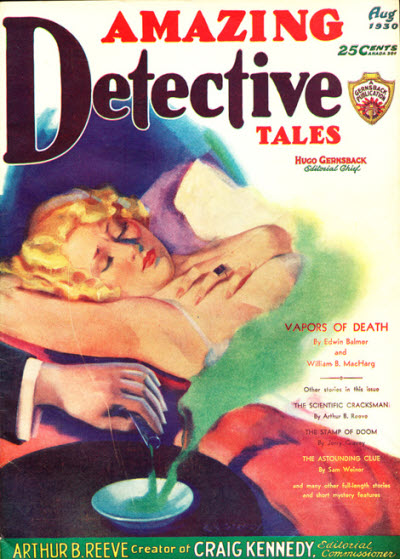
Portada de agosto de 1930 de la revista pulp Amazing Detective Tales, firmada por Earle K. Bergey. Una imagen que ha servido como punto de referencia de las primeras etapas de la carrera de Bergey, esta es la única portada que el artista hizo para una publicación de Hugo Gernsback.

Durante los años 1930, Bergey trabajó de forma independiente para varias editoriales. Sus llamativas pinturas eran predominantemente presentadas como cubiertas en una amplia variedad de revistas pulp, incluyendo romance (Thrilling Love, Popular Love, Love Romances) así como detectives, aventuras, aviación, y westerns. Bergey Ilustró también publicaciones prominentes, como The Saturday Evening Post, durante este tiempo. Ilustró cubiertas para revistas de deportes. Earle K. Bergey fue junto con colegas ilustradores de pin-up como Enoch Bolles y H.J. Ward, uno de los primeros artistas pin-up estadounidenses destacados, contribuyendo con centenares de portadas a revistas influyentes como Gay Book Magazine, Pep Stories, y Snappy.
Durante los años 1940, Bergey continuó pintando portadas para revistas de relatos románticos, detectives pulp y deportes, y empezó a trabajar en varias revistas de ciencia ficción, incluyendo Strange Stories, Startling Stories, y Captain Future, de Standard Publications, y más tarde en Fantastic Story Magazine. Sus ilustraciones de mujeres escasamente vestidas en entornos del espacio exterior sirvieron de inspiración para el traje de esclava de la princesa Leia en El retorno del Jedi y el sujetador de copas cónicas de Madonna. Las portadas de Bergey de ciencia ficción, a veces descritas como "Bim, BEM, Bum" normalmente presentaban a una mujer amenazada por un monstruo de reminiscencias insectoides, un alienígena, o un robot, con un astronauta heroico acudiendo en su ayuda. Las sensuales chicas Bergey lucían a menudo en la parte superior tan solo un top-sujetador de aspecto metalizado, acuñándose la frase "la chica del sujetador de metal" para referirse a veces a este tipo de arte, que junto a las pistolas de rayos y los alienígenas estrafalarios serán la imagen más popular de la ciencia ficción de los años 1940 y 1950.

## Libros de bolsillo

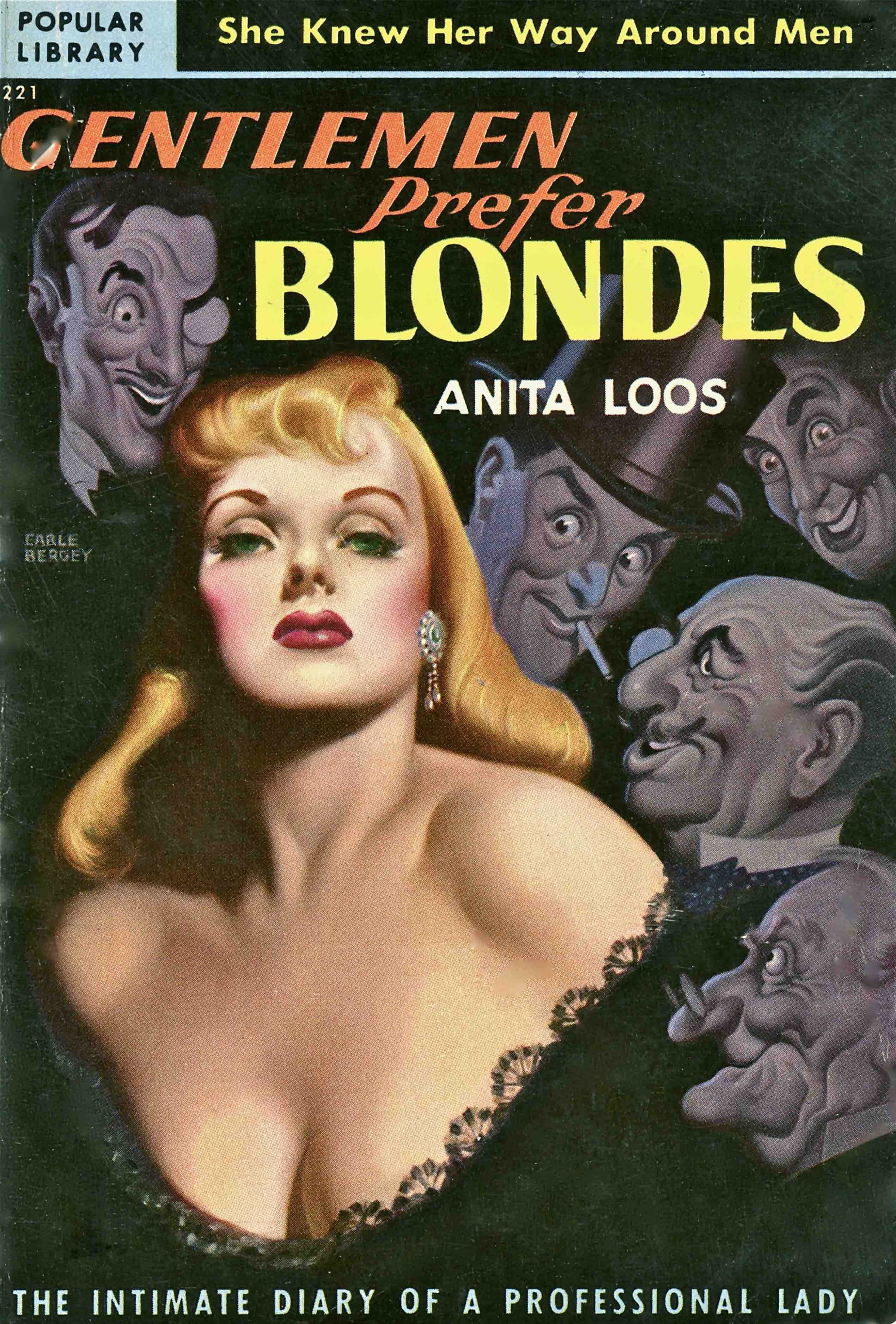
Marcando el inicio de la muy influyente carrera de Bergey como ilustrador de libros de bolsillo en los EE. UU., esta portada hizo del libro de Anita Loos, Los caballeros las prefieren rubias (publicado por Popular Library #221, diciembre de 1948) un éxito en ventas.

En 1948, Bergey hizo la transición a la industria del libro de bolsillo en rápida expansión, junto con artistas especializados en pulp como Rudolph Belarski, cuyo trabajo es a menudo confundido con el de Bergey. Mientras continuó pintando portadas pulp hasta su muerte, Bergey vendió ilustraciones a al menos cuatro destacadas editoriales en rústica, incluyendo Popular Library y Pocket Books. Su arte adornó las portadas de docenas de novelas y ayudó a vender millones de volúmenes. Sus ilustraciones de cubierta para libros de bolsillo eran tan diversas como su trabajo para las revistas pulp. Además de su trabajo en la famosa obra de Anita Loos Los caballeros las prefieren rubias, Bergey pintó portadas para reconocidos autores como Émile Zola, y el escritor de novelas del Oeste Zane Grey, cuya portada para la edición de 1951 de Pocket Books de su Spirit Of The Border es uno de los clásicos de Bergey. Muchas de sus portadas para libros de bolsillo son ahora clásicos de culto, algunos presentando autorretratos ocultos. 
Bergey murió repentina e inesperadamente el 30 de septiembre de 1952 en New Hope, Pensilvania al lado de su familia mientras se encontraba en una consulta médica. La causa de la muerte según su certificado de defunción fue trombosis coronaria aguda debido a enfermedad de la arteria coronaria.

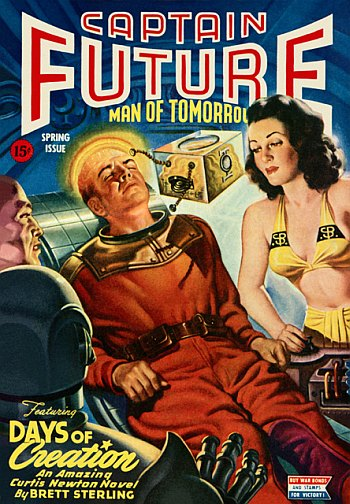
Portada de abril de 1944 de la revista pulp Captain Future.